# Capsaicinoidi
I capsaicinoidi  sono una classe di sostanze chimiche affini alla capsaicina. Sono tutti metaboliti secondari delle piante del genere Capsicum, a cui appartengono le varie specie di peperoncino. Vengono sintetizzati a partire da due aminoacidi, la fenilalanina e la valina, passando per varie fasi
Sono tutti solitamente presenti nell'oleoresina estratta dei frutti delle piante, in concentrazione variabile.
I capsaicinoidi vennero riconosciuti come alcaloidi distinti dai giapponesi S. Kosuge e Y. Inagaki nel 1964. Se ne trovano undici in natura, e vari sintetici, come il vanillilamide dell'acido n-nonanoico (VNA). 
I capsaicinoidi naturali, con le relative abbondanze medie nei frutti, sono:
| Capsaicinoide                      | Abbrev. | Quantitativo tipico | Unità Scoville                           | Formula bruta e struttura |
| Capsaicina                         | C       | 69%                 | 16 000                                   | C18H27NO3                 |
| Diidrocapsaicina                   | DHC     | 22%                 | 16 000                                   | C18H29NO3                 |
| Omodiidrocapsaicina                | HDHC    | 1%                  | 14 000 secondo altri studi, 8.600.000    | C19H31NO3                 |
| Nordiidrocapsaicina                | NDHC    | 7%                  | 9 400 000 secondo altri studi, 9.100.000 | C17H27NO3                 |
| Omocapsaicina                      | HC      | 1%                  | 8 600 000                                | C19H29NO3                 |
| Vanillilamide dell'acido nonanoico | NVA     | (sintetico)         | 9.300.000                                | C17H27NO3                 |

L'HDHC secondo alcuni studi arriva a 14.000.000 di SHU, mentre altri riportano valori da 8.100.000 a 8.600.000. Sia HDHC e HC, meno irritante, si concentrano però soprattutto nella gola e danno un bruciore difficile da eliminare. La NDHC ha un sapore descritto come fruttato dolce e speziato. C e DHC sono i più piccanti, con bruciore diffuso anche nella gola e nel palato.
L'HDHC e l'HC hanno due forme, in cui la catena finale di atomi di carbonio si ramifica differentemente, traslando un gruppo etile.
In natura, tutti gli isomeri trovati finora dei capsaicinoidi con doppio legame sono trans.
Dal punto di vista chimico i capsaicinoidi differiscono dai capsinoidi in quanto presentano un legame ammidico dove i capsinoidi presentano invece un legame estereo.